# Pedro Nicolás Bermúdez Villamizar
Pedro Nicolás Bermúdez Villamizar (ur. 8 czerwca 1929 w Rubio, zm. 27 października 2022 w Caracas) – wenezuelski duchowny rzymskokatolicki, w latach 1997–2009 biskup pomocniczy Caracas.

## Życiorys
Święcenia kapłańskie przyjął 15 sierpnia 1953. 15 lutego 1997 został mianowany biskupem pomocniczym Caracas ze stolicą tytularną Lamsorti. Sakrę biskupią otrzymał 19 kwietnia 1997. 17 stycznia 2009 przeszedł na emeryturę.